# Лоба, Виктория
Виктория Лоба (макед. Викторија Лоба, родилась 17 октября 1988 года в Таганроге) — македонская эстрадная певица русского происхождения.

## Биография
Виктория родилась в Таганроге, переехала в Македонию в возрасте 8 лет. С раннего возраста снималась на телевидении и выступала на сцене. В возрасте 15 лет дебютировала на «Детском Евровидении — 2003» с Марией Арсовской, исполнив песню «Ти не ме познаваш» (макед. Ты меня не узнаёшь) и заняв 12-е место. В 2004 году выиграла первую премию на фестивале «Роза ветров» в Москве. С 2008 по 2010 годы была вокалисткой группы латиноамериканской музыки «Tumbao Salsa Band». Виктория также выступала в шоу «Cotton Club» на телеканале Алфа ТВ, в 2007 году играла в Македонском драматическом театре в пьесе «Лолита» по одноимённому произведению В. В. Набокова, снималась в рекламных роликах компаний «One Telecommunications» и «Пелистерка».
В 2010 году Виктория получила премию «Золотая бабочка популярности» как лучшее открытие года. В 2011 и 2012 годах выступала на летнем фестивале «Любовь и счастье» в Охриде, в 2011 году завоевала вторую премию на фестивале Ohrid Fest в ночь поп-музыки и третью премию в международном вечере с песней «Девет работи» (макед. Девять вещей). С Робертом Билбиловым выступала на конкурсе видеоклипов OGAE Video Contest 2012 с песней «Ти си виновна» и заняла 11-е место.
В 2012 году Виктория открывала рок-фестиваль «Макфест» его гимном «Почувствувај го ритамот» (макед. Почувствуй ритм), выступала на турецком телевидении в передаче «Azerinlə bir avaz» как гость заслуженной артистки Азербайджана Азерин.
В 2013 году с песней «Summer Love» заняла 1-е место в рейтинге талантов Европы по версии голландской. В студии Spinnin’ Records. В 2013 году выиграла премию за лучшее исполнение на «Макфесте» с песней «Само мој», снималась в социальной рекламе по борьбе против наркотиков.
В 2014 году Виктория боролась за поездку на «Евровидение-2015» с песней «Една единственна», но заняла 7-е место (победу одержал Даниэль Каймакоски).